# VertretungsNetz
VertretungsNetz ist ein österreichischer Erwachsenenschutzverein, der für Menschen mit psychischer oder intellektueller Beeinträchtigung tätig ist. Der Verein unterhält Büros in allen Bundesländern außer in Vorarlberg und ist laut seinen Statuten überparteilich, gemeinnützig und nicht auf Gewinn ausgerichtet. Das Bundesministerium für Justiz ermöglicht durch Förderungen die Arbeit des Vereins. Mit Dezember 2020 waren an 84 Standorten 667 hauptberufliche und 645 ehrenamtliche Mitarbeiter und Mitarbeiterinnen für den Verein mit Sitz in Wien tätig.

## Geschichte
1981 eröffnete der „Verein für Sachwalterschaft“ das erste Büro. Seit 1991 gibt es den zweiten Fachbereich von VertretungsNetz, die Patientenanwaltschaft, die in der Psychiatrie tätig ist. 2005 kam als dritter Aufgabenbereich die Bewohnervertretung dazu. Seit 2007 treten diese drei Leistungsbereiche Sachwalterschaft, Patientenanwaltschaft und Bewohnervertretung unter dem Namen VertretungsNetz auf. Von 2007 bis 2018 traten die drei Leistungsbereiche unter dem Namen „VertretungsNetz – Sachwalterschaft, Patientenanwaltschaft, Bewohnervertretung“ auf. Bedingt durch die neue Rechtslage – das Erwachsenenschutzgesetz ist am 1. Juli 2018 in Kraft getreten – wurde der Tätigkeitsbereich „Sachwalterschaft“ in „Erwachsenenvertretung“ umbenannt. Der Verein heißt offiziell nun „VertretungsNetz – Erwachsenenvertretung, Patientenanwaltschaft, Bewohnervertretung“.

## Tätigkeitsbereiche

### Erwachsenenvertretung
Der Verein unterstützt Personen, die aufgrund einer psychischen Erkrankung oder einer vergleichbaren Beeinträchtigung in ihrer Entscheidungsfähigkeit eingeschränkt sind. Zentrale Aufgaben sind die Beratung von Betroffenen und Angehörigen und die Errichtung und Registrierung von verschiedenen Vertretungsmöglichkeiten. Weiters werden Angehörige geschult, und im Auftrag des Gerichts wird im Einzelfall abgeklärt, ob eine Vertretung nötig ist oder ob es Alternativen gibt. Der Verein stellt auch gerichtliche Erwachsenenvertreter und Erwachsenenvertreterinnen zur Verfügung, die Betroffene etwa bei Bankgeschäften, Vertragsabschlüssen oder im Kontakt mit Behörden und Ämtern vertreten.
In Österreich gibt es vier anerkannte Erwachsenenschutzvereine (früher: Sachwaltervereine). Neben VertretungsNetz sind dies der Niederösterreichische Landesverein für Erwachsenenschutz, Erwachsenenvertretung und Bewohnervertretung (NÖLV), das Institut für Sozialdienste Vorarlberg (IfS) und die Erwachsenenvertretung Salzburg.

### Patientenanwaltschaft
Gefährdet ein Mensch sich selbst oder andere aufgrund einer psychischen Erkrankung und gibt es keine alternative Möglichkeit, die Gefahr abzuwenden, kann es zu einer Unterbringung kommen. Dies bedeutet, dass die betreffende Person zwangsweise in einer stationären psychiatrischen Einrichtung aufgenommen und behandelt wird. Die Patientenanwälte und Patientenanwältinnen vertreten diese Patienten und Patientinnen im gerichtlichen Verfahren, in dem über die Zulässigkeit der Unterbringung entschieden wird. Sie treten für deren Rechte und Anliegen ein und unterstützen sie gegenüber dem Krankenhaus. Dabei sind sie vom Krankenhaus unabhängig. Basis für ihre Arbeit ist das Unterbringungsgesetz.

### Bewohnervertretung
Menschen mit psychischer oder intellektueller Beeinträchtigung, die in Pflegeheimen, Behinderteneinrichtungen, Krankenanstalten oder Kinder- und Jugendeinrichtungen leben, gefährden manchmal sich selbst oder andere. Mit dem seit 2005 geltenden Heimaufenthaltsgesetz ist festgelegt, unter welchen Voraussetzungen bei diesen Bewohnern und Bewohnerinnen Freiheitsbeschränkungen vorgenommen werden dürfen. Einrichtungen sind verpflichtet, alle Freiheitsbeschränkungen an die Bewohnervertretung zu melden. Die Bewohnervertreter und Bewohnervertreterinnen überprüfen und intervenieren dann situationsbezogen. Neben der Vertretung der Betroffenen ist es auch Ziel, die Dauer von Freiheitsbeschränkungen möglichst zu verkürzen sowie Alternativen zu finden. Neben VertretungsNetz sind in der Bewohnervertretung auch der Niederösterreichische Landesverein für Erwachsenenschutz, Erwachsenenvertretung und Bewohnervertretung (NÖLV), das IfS (Institut für Sozialdienste Vorarlberg) und die Erwachsenenvertretung Salzburg tätig.